# Фаєтт (Огайо)
Фаєтт (англ. Fayette) — селище (англ. village) в США, в окрузі Фултон штату Огайо. Населення — 1305 осіб (2020).

## Географія
Фаєтт розташований за координатами 41°40′22″ пн. ш. 84°19′42″ зх. д. / 41.67278° пн. ш. 84.32833° зх. д. (41.672852, -84.328332).  За даними Бюро перепису населення США в 2010 році селище мало площу 2,55 км², уся площа — суходіл.

## Демографія
Згідно з переписом 2010 року, у селищі мешкали 1283 особи в 505 домогосподарствах у складі 345 родин. Густота населення становила 503 особи/км².  Було 591 помешкання (232/км²).
Расовий склад населення:
| - 94,0 % — білих - 1,0 % — чорних або афроамериканців - 0,4 % — корінних американців - 0,1 % — азіатів - 2,3 % — осіб інших рас |

До двох чи більше рас належало 2,2 %. Частка іспаномовних становила 14,3 % від усіх жителів.
За віковим діапазоном населення розподілялося таким чином: 28,4 % — особи молодші 18 років, 58,8 % — особи у віці 18—64 років, 12,8 % — особи у віці 65 років та старші. Медіана віку мешканця становила 35,3 року. На 100 осіб жіночої статі у селищі припадало 90,1 чоловіків;  на 100 жінок у віці від 18 років та старших — 91,6 чоловіків також старших 18 років.
Середній дохід на одне домашнє господарство  становив 39 924 долари США (медіана — 32 969), а середній дохід на одну сім'ю — 47 933 долари (медіана — 47 885). Медіана доходів становила 40 179 доларів для чоловіків та 32 727 доларів для жінок. За межею бідності перебувало 21,7 % осіб, у тому числі 31,9 % дітей у віці до 18 років та 5,4 % осіб у віці 65 років та старших.
Цивільне працевлаштоване населення становило 633 особи. Основні галузі зайнятості: виробництво — 39,0 %, освіта, охорона здоров'я та соціальна допомога — 20,4 %, мистецтво, розваги та відпочинок — 7,1 %, роздрібна торгівля — 6,5 %.